# Cá ngừ ồ
Cá ngừ ồ hay còn gọi là cá ồ (danh pháp hai phần: Auxis rochei) là một loài cá trong họ Cá thu ngừ. Cá ngừ ồ thường được tìm thấy ở toàn cầu trong vùng nước mặt mở đại dương đến độ sâu 50 m. Cá ngừ ồ có chiều dài tối đa của nó là 50 cm.
Cá ngừ ồ là một loài cá tương đối nhỏ và mảnh mai. Nó có một vây lưng hình tam giác được tách ra từ các vây lưng thứ hai, trong đó, giống như hậu môn và vây ngực, là tương đối nhỏ. 
Cá ngừ viên ồ ăn cá nhỏ, mực, sinh vật phù du giáp xác, ấu trùng stomatopoda.

## Phân loài
- Auxis rochei eudorax Collette & Aadland, 1996
- Auxis rochei rochei (Rafinesque, 1810)

## Hình ảnh

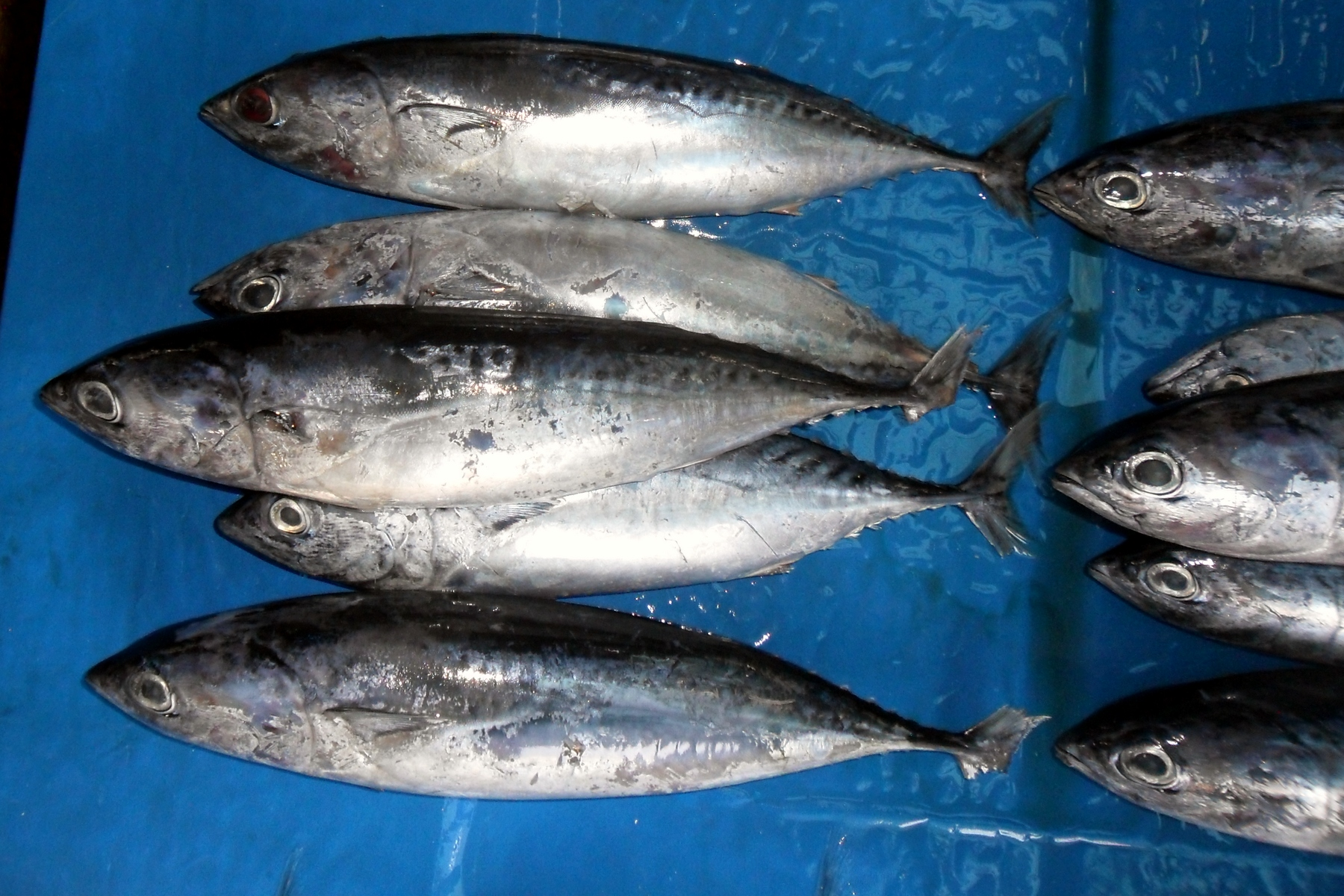